# قوس قزح (مسلسل)
قوس قزح مسلسل سوري درامي عُرض في رمضان 1422 هـ/ 2001م. تأليف: خالد خليفة، إخراج: هيثم حقي.   

## قصة المسلسل
تدور أحداث المسلسل حول أسرة تتكون من أب وأم وثلاثة إخوة وأختين، وتقوم فكرة المسلسل على القيم الإنسانية وعلى العناصر الضرورية لتكوين أسرة مثالية، ومن ثَم مجتمع مثالي، وتؤمن أن الحب هو الأرض الخِصبة التي يُزرَع فيها كل شيء. 
ومن أسس الحياة المثالية التي يعرضها المسلسل: الحب، الذات، الطموح، التفاهم، الحرية، الاعتماد على النفس، النزاهة، حب الفن والعلم.

## الممثلون المشاركون
بطولة:
- سليم صبري: ابو سعيد
- ثناء دبسي: ام سعيد
- عبد الهادي صباغ : سعيد
- هناء نصور : سهى
- وائل رمضان : علاء
- حاتم علي : اسماعيل
- سلاف فواخرجي : حنان
- مها المصري : هناء
- جيهان عبد العظيم: ندى
- ديما بياعة: ديانا
- مانيا نبواني: هنادي
- رباب مرهج : ريم
- سيف الدين سبيعي : الدكتور زياد
- نزار أبو حجر : الخال ابو زهير